# Dolder (turn)
Dolder este un turn de poartă medievală din Riquewihr, Alsacia (Franța) și simbolul localității.
Termenul „Dolder” în dialectul alsacian înseamnă cel mai înalt punct sau vârf. Dolder a fost construit în 1291 ca capăt vestic și turn defensiv al fortificațiilor comunei Riquewihr, fiind complet conservat. Cu o înălțime de 25 metri, turnul a servit drept bastion de apărare, precum și locuința și locul de muncă al unui paznic al orașului, având o priveliște neîngrădită asupra orașului întortocheat, cu case de paiantă și cu vedere spre câmpia Alsaciei. Dacă exista pericol prin la înaintarea inamicilor sau al unui incendiu, el îi alerta pe locuitori cu un clopot. Acest clopot a fost turnat în 1842 și purta inscripția „C'est la joie, c'est l'alarme que mon son produit. De jour j'annonce le vacarme et le repos de la nuit” (Este o bucurie, alarma pe care o creează sunetul meu. Ziua vestesc zgomotul și liniștea nopții). Acest monument este și astăzi cel mai surprinzător și atractiv reper din oraș.
Turnul a fost complet restaurat in 2010. Fațada de paiantă orientată spre oraș, este deosebit de marcantă.